# George Guthrie
George Guthrie (George Phineas Guthrie, Jr.; * 13. März 1904 in Elyria, Ohio; † 1. Juni 1972 in Columbus, Ohio) war ein US-amerikanischer Hürdenläufer, der sich auf die 110-Meter-Distanz spezialisiert hatte.
Bei den Olympischen Spielen 1924 in Paris wurde er im Finale wegen drei gerissener Hürden disqualifiziert.
1925 wurde er US-Meister über 120 Yards Hürden und 1926 sowie 1927 US-Hallenmeister über 70 Yards Hürden. Für die Ohio State University startend wurde er 1926 NCAA-Meister über 120 Yards Hürden. Seine persönliche Bestzeit über diese Distanz von 14,4 s stellte er am 5. Juni 1926 in Columbus auf.